# Okręty patrolowe typu Czapla
Okręty patrolowe typu Czapla – seria planowanych przez polskie Ministerstwo Obrony Narodowej okrętów patrolowych o wyporności nie mniejszej niż 1600 ton. W lipcu 2013 roku, Inspektorat Uzbrojenia Ministerstwa Obrony Narodowej, upublicznił wstępne warunki techniczne, które muszą spełnić dwa typy nowych okrętów. Zgodnie z przedstawionymi warunkami technicznymi, nowy typ okrętów powinien dysponować prędkością maksymalną 26 węzłów i zasięgiem 10 000 Mm, autonomiczność zaś powinna pozwalać na pobyt w morzu przez czas 45 dni. Zestaw uzbrojenia okrętów powinny tworzyć armata 57 do 76 mm, dwie armaty 25 do 40 mm, rakietowe pociski przeciwlotnicze, armatki wodne oraz zestawy akustyczne zestawy dalekiego zasięgu (LRAD). Okręty patrolowe typu Czapla, powinny być wyposażone w bezzałogowe samoloty rozpoznawcze oraz lądowisko dla helikopterów o masie do 11 ton. Powinny być ponadto przystosowane do wsparcia operacji specjalnych, z miejscem do zaokrętowania trzydziestu żołnierzy jednostek specjalnych.
Finalnie zrezygnowano z budowy i realizacji okrętów patrolowych „Czapla”.